# Liste des épisodes de Black Jack
Cet article présente la liste des épisodes de la série télévisée d'animation japonaise Black Jack. 

## Générique
| Numéro | Type  | Titre                          | Artiste      | épisodes | 1re date de diffusion |
| ------ | ----- | ------------------------------ | ------------ | -------- | --------------------- |
| OP1    | Début | Gekkouka                       | Janne Da Arc | 1-28     | 11 octobre 2004       |
| OP2    | Début | Here I Am                      | Globe        | 29-51    | 30 mai 2005           |
| OP3    | Début | Fantastic                      | Suzuki Ami   | 52-61    | 5 décembre 2005       |
| ED1    | Fin   | Kuroge Wagyuu Kamishio Tanyaki | Ai Ōtsuka    | 1-28     | 11 octobre 2004       |
| ED2    | Fin   | Clover                         | Hiro         | 29-51    | 30 mai 2005           |
| ED3    | Fin   | Careless Breath                | Exile        | 52-61    | 5 décembre 2005       |

## Épisodes

### Black Jack TV
| No | Titre de l’épisode en français                             | Titre original de l’épisode                          | Date de 1re diffusion |
| -- | ---------------------------------------------------------- | ---------------------------------------------------- | --------------------- |
| 0  | L'ordre des opérations                                     | オペの順番 Ope no Junban                             | 11 octobre 2004       |
| 01 | L'aiguille disparue                                        | 消えた針 Kieta Hari                                  | 11 octobre 2004       |
| 02 | Les jambes de fourmi                                       | アリの足 Ari no Ashi                                 | 18 octobre 2004       |
| 03 | Le chien voleur                                            | ひったくり犬 Hittakuri Inu                           | 25 octobre 2004       |
| 04 | Jouons au docteur                                          | お医者さんごっこ Oisha san Gokko                     | 1er novembre 2004     |
| 05 | L'homme de magnitude 6                                     | 六等星の男 Rokutōsei no Otoko                        | 8 novembre 2004       |
| 06 | Un professeur et son élève                                 | ある教師と生徒 Aru Kyōshi to Seito                   | 15 novembre 2004      |
| 07 | Le Lion Blanc                                              | 白いライオン Shiroi Raion                            | 22 novembre 2004      |
| 08 | Le bras miraculé                                           | 奇跡の腕 Kiseki no Ude                               | 29 novembre 2004      |
| 09 | Eau de dieu                                                | もらい水 Moraimizu                                   | 6 décembre 2004       |
| 10 | La légende du phoenix                                      | 火の鳥伝説 Hi no Tori Densetsu                       | 13 décembre 2004      |
| 11 | Le cadeau de l'orque                                       | シャチの贈りもの Shachi no Okurimono                 | 17 janvier 2005       |
| 12 | Rendez-moi mon frère !                                     | にいちゃんを返せ! Niichan o Kaese!                   | 24 janvier 2005       |
| 13 | Le bras de pirate                                          | 海賊の腕 Kaizoku no Ude                              | 31 janvier 2005       |
| 14 | Bouge, Solomon                                             | 動けソロモン Ugoke Soromon                           | 7 février 2005        |
| 15 | La mariage fabriqué                                        | 偽りのウエディング Itsuwari no Uedingu               | 14 février 2005       |
| 16 | Pinoko est perdue !                                        | ピノコ行方不明 Pinoko Yukuefumei                     | 21 février 2005       |
| 17 | La star qui a perdu sa voix                                | 声を失ったアイドル Koe o Utta Aidoru                 | 28 février 2005       |
| 18 | Amis par correspondance                                    | メールの友情 Mēru no Yūjō                            | 7 mars 2005           |
| 19 | Bonne chance, Clinique Kowa                                | がんばれ古和医院 Ganbare, Kowa Iin                   | 14 mars 2005          |
| 20 | Tetsu de la ligne Yamanote                                 | 山手線の哲 Yamanote Sen no Tetsu                     | 21 mars 2005          |
| 21 | Brise glace                                                | 春一番 Haru Ichiban                                  | 11 avril 2005         |
| 22 | Les plans de Pinoko pour l'age adulte                      | ピノコ大人計画 Pinoko Otona Keikaku                  | 11 avril 2005         |
| 23 | Pluie battante                                             | 土砂降りのち恋 Doshaburi Nochi Koi                   | 18 avril 2005         |
| 24 | Un challenge nommé Nadare                                  | ナダレという挑戦 Nadare to Iu Chōsen                 | 25 avril 2005         |
| 25 | L"épidémie de choléra                                      | コレラ騒ぎ Korera Sawagi                             | 2 mai 2005            |
| 26 | Le génie des calculs                                       | そろばんの天才 Soroban no Tensai                     | 9 mai 2005            |
| 27 | Tragédie d'une salle ultramoderne                          | 最先端ルームの悲劇 Saisentan Rūmu no Higeki          | 16 mai 2005           |
| 28 | Épidémie dans le désert                                    | 荒野の伝染病 Kōya no Densenbyō                       | 23 mai 2005           |
| 29 | La vie de la fleur                                         | 命を生ける花 Inochi o Ikeru Hana                     | 30 mai 2005           |
| 30 | Opération sous l'orage                                     | 雷雲の中のオペ Raiun no Naka no Ope                  | 6 juin 2005           |
| 31 | Intimidation à 20 ans                                      | 20年目の暗示 Nijūnenme no Anji                       | 13 juin 2005          |
| 32 | La terreur de la mer azure                                 | 青い海の恐怖 Aoi Umi no Kyōfu                        | 20 juin 2005          |
| 33 | Un envahisseur venu du ciel                                | 空からの侵略者 Sora kara no Shinryakusha             | 27 juin 2005          |
| 34 | Une salle d'opération qui tremble                          | 揺れる手術室 Yureru Shujutsushitsu                   | 4 juillet 2005        |
| 35 | Pirater l'hôpital                                          | 病院ジャック Byoin jakku                             | 11 juillet 2005       |
| 36 | La maison non terminée                                     | 岬の家は未完成 Misaki no Uchi wa Mikansei            | 18 juillet 2005       |
| 37 | Le dauphin et les pirates                                  | イルカと強盗団 Iruka to Gōtōdan                      | 1er août 2005         |
| 38 | Un challenge venu de l'inconnu                             | 未知なる者への挑戦 Mishinaru Mono e no Chōsen        | 8 août 2005           |
| 39 | La guerre continue                                         | 戦争はなおも続く Sensō wa Naomo Tsuzuku              | 15 août 2005          |
| 40 | Le mannequin et la police                                  | 人形と警官 Ningyō to Keikan                          | 22 août 2005          |
| 41 | Un film sur le miracle de l'opération                      | オペと映画の奇跡 Ope to Eiga no Kiseki               | 29 août 2005          |
| 42 | Diagnostic erroné de la vie                                | 人生の誤診 Jinsei no Goshin                          | 5 septembre 2005      |
| 43 | Pleurer!                                                   | ちぢむ Chijimu                                       | 12 septembre 2005     |
| 44 | Pinoko est née!                                            | ピノコ誕生 Pinoko Tanjō                              | 10 octobre 2005       |
| 45 | Un collègue de classe qui aimait rigoler                   | 笑い上戸の同級生 Waraijōgo no Dōkyūsei               | 17 octobre 2005       |
| 46 | Le garde du corps au festival                              | 文化祭の用心棒 Bunkasai no Yōjinbō                   | 24 octobre 2005       |
| 47 | Un violon de neige                                         | 雪原のヴァイオリン Setsugen no Vaiorin               | 31 octobre 2005       |
| 48 | Robin et le garçon                                         | コマドリの少年 Komadori no Shōnen                    | 7 novembre 2005       |
| 49 | La voix d'un visage déformé                                | 人面瘡(そう)の本音 Jinmen Sō no Honne                | 14 novembre 2005      |
| 50 | Les frères séparés                                         | 引き裂かれた兄弟 Hiki Sakareta Kyōdai                | 21 novembre 2005      |
| 51 | Le fameux acupuncteur                                      | 噂の座頭医師 Uwasa no Zatōishi                       | 28 novembre 2005      |
| 52 | Témoin oculaire                                            | 一瞬の目撃者 Isshun no Mokugekisha                   | 5 décembre 2005       |
| 53 | Le Berceau du casier                                       | ロッカーのゆりかご Rokkā no Yurikago                 | 19 décembre 2005      |
| 54 | Les bonheurs et malheurs du parent et de l'enfant trompeur | 偽り親子の幸運不運 Itsuwari Oyako no Kōun Fuun       | 16 janvier 2006       |
| 55 | La plateforme de la vie                                    | 命のプラットホーム Inochi no Purattohōmu             | 23 janvier 2006       |
| 56 | Le donneur de peau                                         | 縫い目皮膚の提供者 Nuime Hifu no Teikyōsha           | 30 janvier 2006       |
| 57 | Journal d'examen de Pinoko                                 | ピノコのお受験日記 Pinoko no Ojuken Nikki            | 6 février 2006        |
| 58 | Le vieil homme et l'arbre                                  | 老人と大木 Rōjin to Taiboku                          | 13 février 2006       |
| 59 | Black Queen                                                | ブラッククィーン Burakku Kwīn                        | 20 février 2006       |
| 60 | La rencontre entre les deux passés                         | 過去のある二人めぐり逢い Kako no aru Futari Meguriai | 27 février 2006       |
| 61 | Les deux Pinokos                                           | 二人のピノコ Futari no Pinoko                        | 6 mars 2006           |

### Black Jack 21
| No | Titre de l’épisode en français                    | Titre original de l’épisode                             | Date de 1re diffusion |
| -- | ------------------------------------------------- | ------------------------------------------------------- | --------------------- |
| 01 | Le jour où il récupère sa licence                 | 医師免許が返る日 Ishimenkyo ga kaeruhi                  | 10 avril 2006         |
| 02 | Black Jack revoit son père                        | Black Jack父親との再会 Black Jack chichioya tono saikai | 17 avril 2006         |
| 03 | La tristesse de Pinoko                            | 悲しみのピノコ Kanashimi no Pinoko                      | 24 avril 2006         |
| 04 | L'ange noir d'Europe du Nord                      | 北欧の黒い天使!                                         | 8 mai 2006            |
| 05 | Le bras robotique                                 | ロボットの腕                                            | 15 mai 2006           |
| 06 | L’hôpital volant                                  | 空飛ぶ病院                                              | 22 mai 2006           |
| 07 | La Promesse de vivre vaut de 10 milliards de yens | 百億円 命の約束                                         | 29 mai 2006           |
| 08 | Réveillé après 65 ans                             | 65年目の目覚め 65nen me no mezame                       | 5 juin 2006           |
| 09 | Imprimé sur le cœur                               | 心臓(ハート)の刻印                                      | 12 juin 2006          |
| 10 | Un miracle à New York                             | 紐育(ニューヨーク)の奇跡                                | 26 juin 2006          |
| 11 | La destinée du médecin de l'ombre                 | 黒い医者の宿命                                          | 3 juillet 2006        |
| 12 | Au delà de l'aura                                 | オーロラの彼方に                                        | 10 juillet 2006       |
| 13 | Pinoko retourne au Japon                          | ピノコ、日本へ帰れ!                                     | 24 juillet 2006       |
| 14 | La terrible maladie du phœnix                     | 恐怖のフェニックス病                                    | 31 juillet 2006       |
| 15 | La vérité à propos du père de Black Jack          | Black Jack父親の真実 Black Jack Chichioya no Shinjitsu  | 14 août 2006          |
| 16 | Le défi contre l'extinction                       | 破滅への挑戦 Hametsu e no jyousen                       | 29 août 2006          |
| 17 | La sainteté de la vie                             | 生命の尊厳 Inochi no Songen                             | 4 septembre 2006      |